# Tro (dokumentarfilm)
|  | Denne artikel er oprettet af botten Steenthbot ud fra en ekstern database. Den kan derfor have sproglige fejl eller mangler. Denne skabelon kan fjernes efter kontrol af indholdet. |

Tro er en dansk dokumentarfilm fra 2017 instrueret af Jens Loftager.

## Handling
Tro er tredje og sidste del af trilogien Ord - Krig - Tro.
Tro sammenfletter to tilsyneladende meget forskellige historier: Dels en utraditionel dansk præst, der underviser kommende konfirmander, dels tre japanere på en pilgrimsrejse til Mount Fuji. Disse tre var tidligere medlemmer af sekten Aum, som udførte et terrorangreb i Tokyo i 1995, og de forsøger nu at komme overens med deres fortid. I mellemtiden opfordrer den danske præst sine elever til at springe ud i livet og finde ud af, hvem de er.
For handler tro ikke altid om at finde ud, hvem man selv er?

## Medvirkende
- Makiko Munakata
- Fumihiro Joyu
- Hirosue Akitoshi
- Karsten Møller Hansen, Præst